# Permanence
Permanence —en español: Permanencia— es el primer álbum de la superbanda No Devotion. El disco será lanzado a través de Collect Records el 25 de septiembre de 2015. Tras el encarcelamiento de Ian Watkins de Lostprophets, ha anunciado la salida de su disco de debut. El álbum llevará por título "Permanence", incluirá once canciones y será editado por el sello del propio Rickly, Collect Records, el 25 de septiembre. Permanence es el único álbum de No Devotion con el baterista Luke Johnson, quien fue fundador a la banda en 2014, se separó de la banda a principios de 2015. Más tarde Matt Tong que realizó como batería para el álbum en su lugar, también tocó con la banda para todas sus giras. En 2017, Jamie Oliver también dejó la banda en 2017 para enfocarse con su carrera individual.

## Antecedentes
El año pasado fue uno difícil para galeses Lostprophets acto post-hardcore, cuya carrera llegó a un abrupto fin cuando su cantante se descubrió que era una persona horriblemente mal. Afortunadamente para los miembros restantes de la banda, sin embargo, se encontraron con un nuevo vocalista en vocalista de Thursday/United Nations Geoff Rickly, y formaron rápidamente la banda No Devotion. Ahora, están listos para dar a conocer su álbum debut.

## Producción
El álbum se llama Permanence, y un comunicado de prensa explica que "refinado aquellos primeros coqueteos con nostalgia pop-noir" que se encuentra en las primeras versiones de la banda para descubrir una "intersección de corazón post-punk y tricknology contemporáneo."
Permanence fue mezclado por Dave Fridmann (los Flaming Lips, MGMT) y producido por Stuart Richardson y Alex Newport (Mars Volta, la langosta). Cuenta con tambores de originales baterista Luke Johnson y su reciente reemplazo de Matt Tong (de Bloc Party).
Preguntado sobre influye en su composición de canciones, Rickly respondió con "Cines y Novelas Creo que la música siempre está doliendo por dos cosas:.. El ritmo narrativo y visual La narración es el trabajo de un buen cantante o un productor verdaderamente visionaria El visual. a menudo se pasa por alto. Es por eso que nuestro álbum es tan pesado del diseño ".

## Sencillos
- Stay[6][7] fue el primer sencillo del nuevo álbum, y al mismo tiempo la primera canción con el nuevo cantante Geoff Rickly. Fue lanzado el 1 de julio de 2014.

- 10,000 Summers fue el segundo sencillo del nuevo álbum, y es un himno etéreo que evoca pathos y optimismo sin ceder jamás totalmente a cualquiera. La canción está respaldado con Only Thing, un tema que encuentra pulso melódico agresivo de la banda, y la demo original de 10,000 Summers, que presta una idea de proceso de composición de la banda mientras sostiene por sí misma como una pieza distinta del trabajo en sí mismo. Fue lanzado el 27 de octubre de 2014.[8]

- Addition fue el tercer sencillo del nuevo álbum lanzado el 6 de julio de 2015.[9] El 3 de agosto del mismo año la banda lanzó su video oficial del sencillo.

- Permanent Sunlight fue el cuarto sencillo del nuevo álbum lanzado el 17 de noviembre de 2015, junto con su vídeo musical lanzado el mismo día.[10]

## Recepción

### Reacción de la crítica
Permanence marco el puesto UK, en el número 120.
"I Wanna Be Your God" se incluyó en el Alternative Press de la lista de los "12 nuevas canciones que necesita saber de septiembre de 2015".

## Promoción y gira
El 29 y 30 de agosto en ese mismo año, tocaron en el Festival de Reading y Leeds junto con Seether y Baroness, como parte de su gira, tocaron la canción por primera vez llamada 'Permanent Sunlight'.
La banda iniciada su gira de Permanence Tour hasta el 23 de septiembre de 2015, en Alemania, Francia, Reino Unido y Estados Unidos. En octubre y noviembre, la banda entró en un gira por Europa.
Permanence se puso a disposición para la transmisión el 21 de septiembre de 2015. El álbum fue lanzado a través de Collect Records el 25 de septiembre.

## Lista de canciones
Todas las canciones escritas y compuestas por No Devotion. 
| N.º | Título                        | Duración |  |
| 1.  | «Break»                       | 4:17     |  |
| 2.  | «Permanent Sunlight»          | 4:36     |  |
| 3.  | «Eyeshadow»                   | 3:50     |  |
| 4.  | «Why Can't I Be With You?»    | 4:00     |  |
| 5.  | «I Wanna Be Your God»         | 3:58     |  |
| 6.  | «Death Rattle» (Instrumental) | 2:52     |  |
| 7.  | «10,000 Summers»              | 4:15     |  |
| 8.  | «Night Drive»                 | 6:03     |  |
| 9.  | «Stay»                        | 4:00     |  |
| 10. | «Addition»                    | 3:36     |  |
| 11. | «Grand Central»               | 5:59     |  |

## Posicionamiento en listas
| Lista (2015)                      | Posición |
| --------------------------------- | -------- |
| UK Albums Chart                   | 120      |
| Billboard 200                     | 33       |
| Scottish Singles and Albums Chart | 20       |

## Personal
No Devotion
- Geoff Rickly - voces
- Lee Gaze - guitarra principal, coros
- Mike Lewis - guitarra rítmica, coros, bajo, coros
- Stuart Richardson - bajo, coros
- Jamie Oliver - teclados, sintetizador, coros
- Luke Johnson - batería, percusión (pistas: 3, 5, 7, 8, 9, 10, 11)

### Músicos adicionales
- Matt Tong  - batería, percusión (pistas: 1, 2, 4, 6)